# Liste der Baudenkmäler in Gollhofen
Auf dieser Seite sind die Baudenkmäler in der mittelfränkischen Gemeinde Gollhofen zusammengestellt. Diese Tabelle ist eine Teilliste der Liste der Baudenkmäler in Bayern. Grundlage ist die Bayerische Denkmalliste, die auf Basis des Bayerischen Denkmalschutzgesetzes vom 1. Oktober 1973 erstmals erstellt wurde und seither durch das Bayerische Landesamt für Denkmalpflege geführt wird. Die folgenden Angaben ersetzen nicht die rechtsverbindliche Auskunft der Denkmalschutzbehörde.
 Diese Liste gibt den Fortschreibungsstand vom 15. April 2020 wieder und enthält acht Baudenkmäler.
In dieser Kartenansicht sind Baudenkmäler ohne Koordinaten mit einem roten bzw. orangen Marker dargestellt und können in der Karte gesetzt werden. Baudenkmäler ohne Bild sind mit einem blauen bzw. roten Marker gekennzeichnet, Baudenkmäler mit Bild mit einem grünen bzw. orangen Marker.

## Baudenkmäler nach Gemeindeteilen

### Gollhofen
| Lage                       | Objekt                                           | Beschreibung | Akten-Nr.             | Bild           |
| -------------------------- | ------------------------------------------------ | --- | --------------------- | -------------- |
| Herrnmühle 1 (Standort)    | Mühlgebäude                                      | Zweigeschossiger Satteldachbau mit Zwerchhaus, Außentreppe und westlichen Anbau, bezeichnet mit „1664“, „1763“ und „1866“ | D-5-75-127-8 Wikidata | BW             |
| Herrnmühle 1 (Standort)    | Scheune                                          | Sandsteinquaderbau mit Satteldach, Anbau zum Teil mit Fachwerk, 18./frühes 19. Jahrhundert | D-5-75-127-8 Wikidata | BW             |
| Herrnmühle 1 (Standort)    | Wirtschaftsgebäude                               | Zweigeschossiger Sandsteinquaderbau mit Satteldach, bezeichnet mit „1773“ | D-5-75-127-8 Wikidata | BW             |
| Herrnmühle 1 (Standort)    | Einfriedungsmauer                                | Sandsteinquader- und Bruchsteinmauerwerk, wohl 18. Jahrhundert | D-5-75-127-8 Wikidata | BW             |
| Kettenbrunnen (Standort)   | Sogenannter Kappelbrunnen                        | Oktogonales Steinbecken mit drei Steinsäulen und Zwiebeldach, 17./18. Jahrhundert | D-5-75-127-5 Wikidata | weitere Bilder |
| Kettenbrunnen 9 (Standort) | Ehemaliges Amtshaus                              | Zweigeschossiges Walmdachhaus mit geohrten Rahmungen im Erdgeschoss, bezeichnet mit „1751“ | D-5-75-127-1 Wikidata | weitere Bilder |
| Ringstraße 11 (Standort)   | Evangelisch-lutherische Pfarrkirche St. Johannes | Satteldachbau mit verputztem Bruchsteinmauerwerk und Fassadenturm mit Spitzdach, Turm im Kern romanisch, Läutgeschoss erneuert 1667–70, Langhaus errichtet 1482, Polygonalchor bezeichnet mit „1493“, Um- und Anbauten 17. und 18. Jahrhundert; mit Ausstattung | D-5-75-127-2 Wikidata | weitere Bilder |
| Ringstraße 11 (Standort)   | Kirchhofbefestigung                              | Hohe Steinmauer aus Brockenquadern, Ende 13. Jahrhundert, verstärkt 1621 | D-5-75-127-2 Wikidata | weitere Bilder |
| Ringstraße 11 (Standort)   | Friedhof                                         | Mit Grabmälern des 18. und 19. Jahrhunderts | D-5-75-127-2 Wikidata | weitere Bilder |
| Ringstraße 13 (Standort)   | Ehemaliges Schulhaus                             | Zweigeschossiger Walmdachbau mit Fachwerkobergeschoss und Hausteinrahmung im Erdgeschoss, Westwand massiv, bezeichnet mit „1804“ | D-5-75-127-3 Wikidata | weitere Bilder |
| Ringstraße 15 (Standort)   | Pfarrhaus                                        | Zweigeschossiger Walmdachbau mit Fachwerkobergeschoss und Hausteinrahmung, von Georg Tauber, 1729–30 | D-5-75-127-4 Wikidata | weitere Bilder |

### Gollachostheim
| Lage                    | Objekt                                                       | Beschreibung | Akten-Nr.             | Bild           |
| ----------------------- | ------------------------------------------------------------ | --- | --------------------- | -------------- |
| Kirchplatz 1 (Standort) | Ehemaliges Wohnstallhaus                                     | Zweigeschossiger Frackdachbau mit reichem Fachwerkobergeschoss mit Mannfiguren und Malkreuzen, bezeichnet mit „1602“ | D-5-75-127-6 Wikidata | weitere Bilder |
| Kirchplatz 7 (Standort) | Evangelisch-lutherische Pfarrkirche St. Jakobus und Nikolaus | Chorturmkirche, Turm massiv aus Bruchsteinmauerwerk mit Eckquaderung und Pyramidendach, im Kern 13./14. Jahrhundert, aufgestockt 1695, Langhaus mit Satteldach, erweitert 1609, umgebaut 18. Jahrhundert; mit Ausstattung | D-5-75-127-7          | weitere Bilder |